# ガザン・ハン

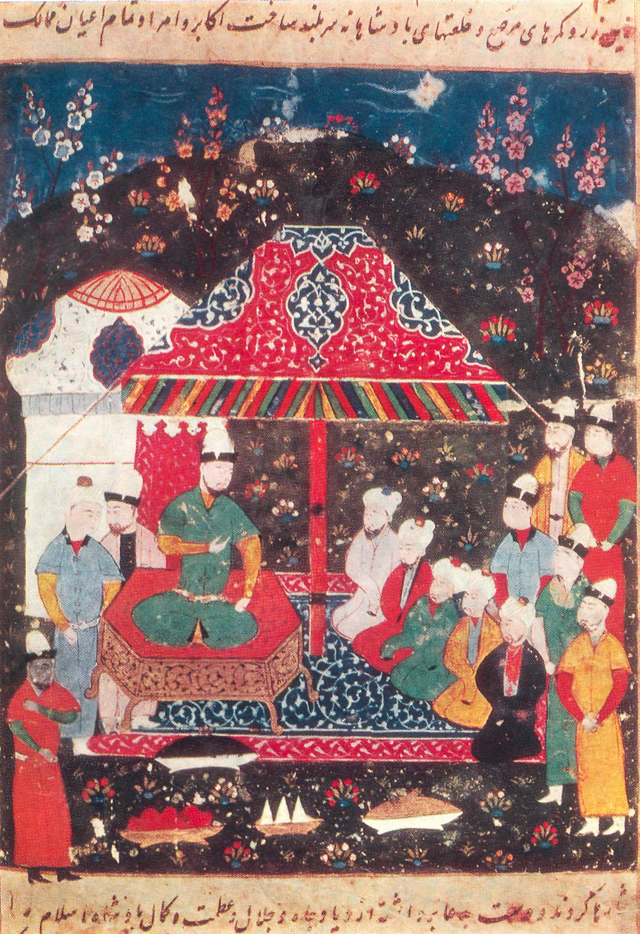
ガザンと臣下たち

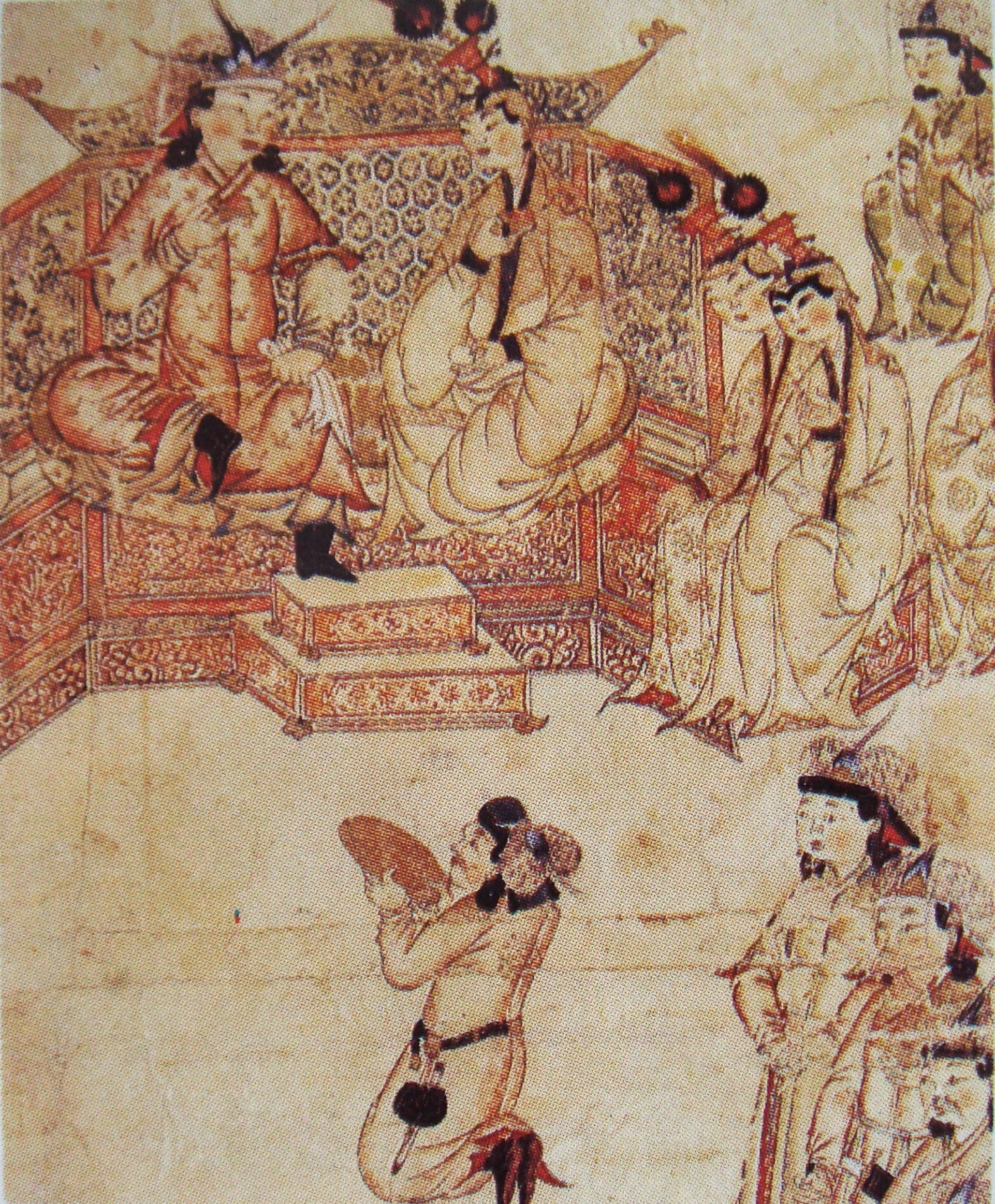
ガザンの宮廷

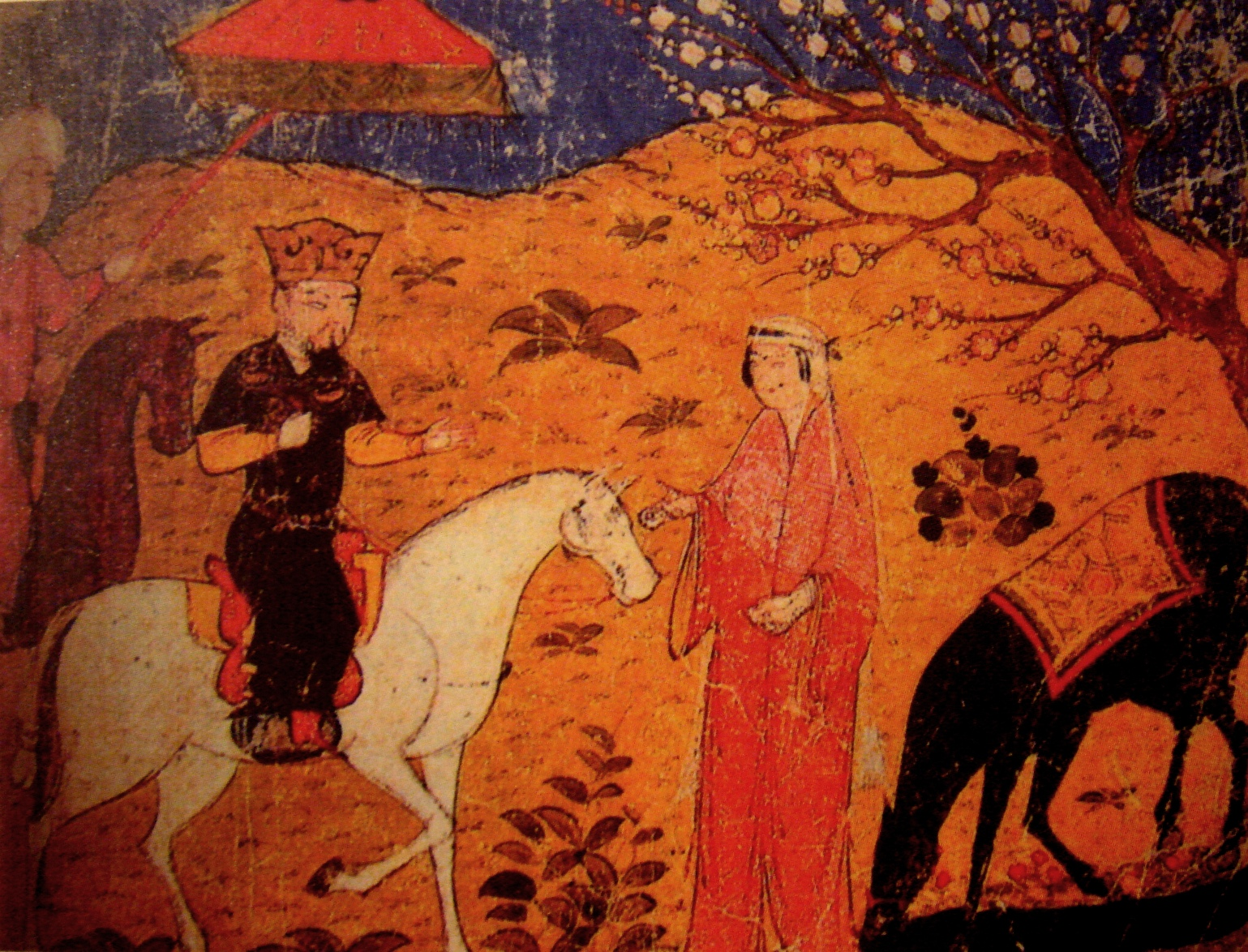
馬上のガザン

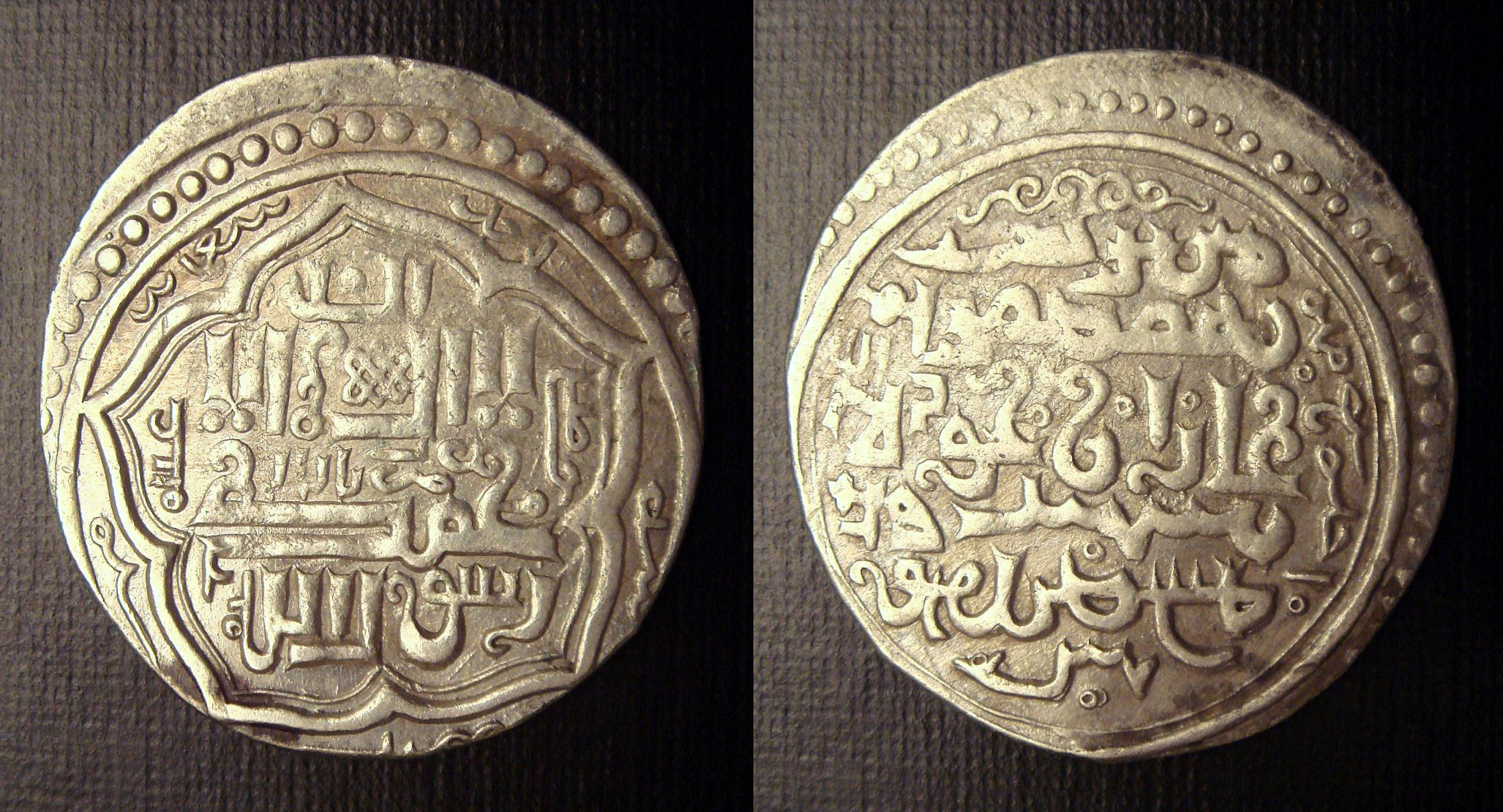
ガザン発行の「ディーナール」銀貨

ガザン・ハン（ペルシア語：غازان خان Ghāzān khān, 1271年11月4日 - 1304年5月17日）は、イルハン朝の第7代君主。第4代君主アルグンの長子で、第8代君主オルジェイトゥの兄に当たる（在位：1295年11月3日 - 1304年5月17日）。『元史』などにおける漢字表記は合贊。

## 名の由来
「ガザン」とはテュルク語で「釜」の意味である。

## 生涯

### 生まれ
ガザンの母はクルタク・カトンといい、父アルグンが12歳の時にその妃となり、その翌年（1271年）11月5日にガザンを生んだ。占星術者はガザンが将来崇高な人になろうと預言した。
ガザンは3歳から乗馬を習い、よく褒められた。祖父であるアバカ・ハンは優秀な孫を自分のもとで育てたいと欲し、ブルガン・カトンのもとで養育をおこなわせた。ガザンは自分と同年代の一団を指揮したり、フェルトで作った騎士に武装させ、これを配列して互いに戦わせる遊戯に興じた。5歳になるとアルグンは中国の僧侶の家庭教師をつけ、ウイグル文字とモンゴル文字ならびにラマ教などを教えさせた。ガザンは馬術・弓術・蹴鞠も習ったが、その練習にすぐれた腕前を発揮した。8歳の時、祖父アバカ・ハンと狩猟に行き、一緒に遊戯をし、アバカ・ハンはガザンの教育を監督し、寝床と鞍を柔らかくしないよう指導した。

### 東方の長官となる
1284年、父アルグン・ハンが即位すると、ガザンはホラーサーン、マーザンダラーン、ライ及びクーミス地方を与えられ、副官としてキンシュウ、ノウルーズがつけられた。
1289年、副官のノウルーズが謀反を起こしてホラーサーンにいたガザンを突然急襲したが、ガザンは事前に察知してマーザンダラーンに避難できた。ノウルーズに加担したとされるルームの長官フラジュウと王侯カラ・ブカは処刑されたが、ノウルーズは逃走した。
1291年、ガザンはトゥース近郊でカイドゥの支援を受けたノウルーズと対峙したが、敵軍のほうが多かったため退却を余儀なくされた。その後、ノウルーズが引き連れてきた部隊によってホラーサーンは殺戮と掠奪をうけた。

### ガイハトゥ・ハン政権下
1291年、アルグン・ハンが薨去すると、王子であるガザン、アルグンの異母弟であるガイハトゥが候補となったが、将軍のタガチャルらは自分の地位が脅かされることを恐れてアルグンの従弟であるバイドゥをハン（イル・カン Il Qan）位に推戴した。しかし、バイドゥ自身が辞退したためガイハトゥが第5代ハンに即位した。
1292年、ガザンはガイハトゥ即位に際し、ホラーサーンを将軍クトルグシャーに任せ、入朝のため首都タブリーズへ向かった。しかし、ガイハトゥからは「即刻自分の職務に帰任するように」と厳命されて、ホラーサーンへと引き返した。ガザンは所領地に帰還するとクトルグシャーがノウルーズに勝利したという報を受けた。
1294年、ノウルーズが投降して陳謝したため、ガザンは彼を赦免した。

### バイドゥ・ハン政権下
1295年、ガイハトゥ・ハンはその放蕩ぶりと浪費癖によって国庫を傾かせたため、副元帥のタガチャルらによって殺害され、第6代ハンはバイドゥが即位した。ガザンはその知らせを聞くと、ノウルーズにホラーサーンの行政を委ね、入朝のため首都タブリーズに進軍した。ガザンは今回のクーデターで一般将校がモンゴル王侯を殺害したことはチンギス・カンのヤサに違反するとし、バイドゥに有罪の将校を引き渡すよう通告した。この時ノウルーズはガザンがハンになるべきであることと武力でバイドゥを打倒することを進言する。これによって両軍はクルバーン・シラとカリヤ・シルグイラン川の付近で会戦し、ガザン側が勝ったため、バイドゥはホラーサーン、マーザンダラーン、イラーク、キルマーン、ファールスの諸州を分け与えるので退却してほしいと申し出てきた。これにガザン側は承諾し、ガザンとバイドゥは休戦協定を結んだ。ガザンは退却に際し、バイドゥの動向を監視するためノウルーズとトク・ティムールを残留させた。しかし、ガザンが退却した後、2人はバイドゥによって逮捕されてしまう。ノウルーズはバイドゥにガザンを拘束すると嘘をついて釈放され、ガザンのもとに帰るなりイスラム教に改宗し国内のムスリムの支持を得て即位することを提案する。そして6月15日ガザンとその配下の将軍・兵たちはイスラム教に改宗した。
バイドゥ・ハンによってワズィール（宰相）を罷免されたサドルッディーン・ザンジャーニーは元帥のタガチャルとともにバイドゥ・ハンを廃し、ガザンをハンに即位させようと考えた。そしてふたたびガザンをタブリーズに呼び寄せたところでガザン側につき、バイドゥ・ハンはグルジア方面へ逃亡した。ノウルーズがすぐにバイドゥを追跡して捕らえ、ガザンのもとへ連行すると、バイドゥは10月4日に処刑された。

### ガザン・ハンの即位
ガザンはタブリーズに凱旋すると、最初の勅令（ヤルリク）を発布した。内容は臣民に対しては平和に生活すること、貴族に対しては一般民衆を圧迫しないこと、すべての者に対しては宗教と法律の規律を遵守することを命じ、イスラーム以外の主要建造物、すなわち仏教寺院（ブトハーネ、マウブード）、ゾロアスター教寺院（アーテシュキャデ）の破壊命令が発せられ、キリスト教会堂（キャリーサー）、ユダヤ教会堂（キャニーセ）もまたそれに続いて破壊をおこなった。これらもノウルーズの発案であった。ガザン・ハンはノウルーズのこれまでの功績をたたえ、彼を最高代官（副王）に任命した。この時ノウルーズは勅諭の冒頭に上帝の名とムハンマドの名を冠すること、正方形だったタムガを円形にすること、ディーワーンの役人たちの階等と職務を定めることを請願し、嘉納され、新貨幣には信仰告白の句が刻まれるようになった。また、サドルッディーン・ザンジャーニーにはサーヒブ・ディーワーンの地位を与え、シャラフッディーンにはウルグ・ビチクチ（国璽尚書）の地位を与えた。
1295年11月3日、カトン達、宗室の諸王侯、軍の首領たちはアッラーン地方のカラバグにてクリルタイを開催し、ガザンをイル・ハン（Il xān）に推戴し、宣誓ならびに臣従証書（ムチュルガ）に署名した。これによりガザンは第7代ハンに即位し、スルターンの称号をとり、ムスリム名として「マフムード・ガザン（Maḥmūd Ghāzān）」を名乗った。

### チャガタイ・カイドゥ・ウルスの侵入
ガザン・ハンが即位すると手薄となったホラーサーンとマーザンダラーン地方にチャガタイ・ウルスのドゥアとカイドゥの子サルバンが侵入してきたため、イシムトの子スケイとバルライ、アルスラーン、ノウルーズがこれに対応した。しかし、ガザンのイスラム教改宗に反対していたスケイとバルライはガザンの廃位とノウルーズ殺害を企てた。事前に察知したノウルーズは逆にスケイとバルライを殺害した。王侯アルスラーンも謀反を起こしたため、ガザン・ハンによって処刑された。反乱が起きたものの、ノウルーズが進軍すると、ドゥアとサルバンらはマー・ワラー・アンナフルに帰っていった。

### ルーム・セルジューク朝スルターンの廃位
1295年、ガザン・ハンは王侯バルトゥが反乱を起こした時、ルーム・セルジューク朝のスルターン・マスウード2世が共謀していると疑い、マスウード2世を廃して監禁し、ルームを4つの県に分割した。この4県をパルワナージー・ムハンマド・ベイ、大ワズィールのジャマールッディーン、ケトフダーのカマールッディーン・ティフリスィー、ダフタルダール（財務大臣）のシャラフッディーンの4人に与え、年貢として60トゥメンの額を納めさせた。そのため、この4人は前代未聞の搾取をおこなうこととなった。

### マムルーク朝に亡命したオイラト
1296年1月、バグダードに駐屯していたオイラトの一団1万8000戸がシリアに逃亡し、マムルーク朝と接触した。初めスルターンのアーディル・キトブガーは彼らを歓迎したが、ムスリムの民衆は下品でイスラムに改宗していないオイラトたちを拒否し、アーディル・キトブガーをも廃位に追い込んでしまう。
キリキア・アルメニア国王ヘトゥム2世が朝貢してきたので、ガザン・ハンは彼の欲することの一切を認めるとし、ヘトゥム2世の要望である教会堂と祈禱所の破壊をやめることを承諾した。

### 謀反と処刑
サーヒブ・ディーワーン（財務長官）のサドルッディーンが軍隊の給与に充てる資金の徴収のため、各州に命令を発したところ、副王ノウルーズは彼を罷免し、代わってジャマールッディーン・ダストジャルダーニーをサーヒブ・ディーワーンに任命した。すぐにサドルッディーンは逮捕され、死刑宣告まで受けたが、将軍ホルクダクが死刑をとりやめさせ、ガザン・ハンによって赦免され、難を逃れた。
ガザン・ハン即位に貢献した前元帥であるタガチャルはルーム地方の総督となっていたが、以前から謀反の疑いがあったため、ガザン・ハンは彼を処刑した。まもなくしてルームで将軍バルドゥが反乱を起こしたが、1297年クトルグシャーによって鎮圧された。
1296年9月、大ルル公国の君主アフラーシヤーブはファールスから戻る将軍ホルクダクが所領を通過する際、彼をぞんざいに扱ったこと、過去にアルグン・ハンの死後に謀反を起こそうとしていたことで処刑された。アフラーシヤーブの死後大ルル公国はその弟ヌスラトゥッディーン・アフマドによって統治された。

### アミール・ノウルーズの死
1297年、ガザン・ハンはかねてより副王ノウルーズの横柄な態度に不満を持っていたが、同じくノウルーズに恨みのあったサドルッディーンはノウルーズがあたかもマムルーク朝と内通し、謀反を企てているように文書を偽造し、ガザン・ハンに告発した。これによりガザン・ハンはクトルグシャーらにノウルーズを逮捕するよう命じ、ノウルーズの関係者を処刑した。ノウルーズは逃亡し、クルト朝ヘラート公国のマリク・ファフルッディーンに保護されたが、クトルグシャーがやってくるとマリク・ファフルッディーンはノウルーズを差し出した。クトルグシャーはノウルーズをその場で処刑し、バグダードにいるガザンのもとへ首級が届けられた。クルト朝ヘラート公国のマリク・ファフルッディーンは引き続き領有権を認められた。9月、王侯バルトゥを処刑したので、ガザン・ハンはルームにおける彼の軍隊をアミール・バヤンチャル、ビチクルおよびクル・ティムールに委ね、総指揮官スラーミシュの配下に置いた。同時に空位となっていたルーム・セルジューク朝のスルターンにアラーウッディーン・カイクバード3世を即位させた。11月、グルジア王国で反乱が起きたため、ガザン・ハンはクトルグシャーに鎮圧を命じ、鎮圧後その王ダヴィド7世を廃してワフタン3世を新たなグルジア王とした。
1298年、ノウルーズの死後、ガザン・ハンは自ら政務をとった。サドルッディーンはワズィールの地位に返り咲いたが、グルジアから帰ったクトルグシャーにグルジアの財務について追及されたため、ガザン・ハンにはクトルグシャーたちがグルジアを破壊したと嘘をついた。それ以降ガザン・ハンがクトルグシャーに不満の態度をとるようになったので、クトルグシャーはサドルッディーンに「ハンにデマを流したのは誰か？」と聞いたところ、「医師のラシードゥッディーンだ」と答えた。さらにクトルグシャーはラシードゥッディーンにそのことを問うと、ラシードは身に覚えがないとし、逆にラシードが「誰がそんなことを言ったのだ？」と言うと、クトルグシャーは答えなかった。そのためラシードはガザン・ハンにそのことを告げるとガザンはクトルグシャーを呼びつけて問いただし、そこでようやくサドルッディーンが元凶だとわかり、サドルッディーンとその弟クトブッディーンを逮捕・処刑した。ガザン・ハンはホージャ・サアドゥッディーンを新たなワズィールに任命した。

### 元朝へ使節を送る
ガザン・ハンは宗主である元朝皇帝テムル・カアンに使節としてマリク・アッザム・ファフルッディーン・アフマドとボカイ・イルチを派遣した。イルハン朝からはさまざまな財宝を献上するとともに、テムル・カアンからは高級絹織物を下賜された。

### スラーミシュの謀反
1299年2月、ルームでスラーミシュが謀反を起こしたので、ガザン・ハンはクトルグシャーに討伐を命じた。スラーミシュの部下はすぐに投降したが、スラーミシュはマムルーク朝のダマスクスへ逃亡してそのままカイロに亡命した。しかし、スラーミシュはルームに残した家族が心配になって戻るとアルメニア軍に捕まり、ガザン・ハンのもとへ連行された。3月、マムルーク朝のダマスクス長官キプチャク、ベグ・ティムール、アル・ベギ、アーザスの4人が投降してきたので、ガザン・ハンは喜んで歓迎した。7月、ガザン・ハンはクトルグ・ティムールの娘ケレムンを娶り、婚礼の費用として彼女に60トゥメンを与えた。9月、スラーミシュをタブリーズの広場で公開処刑した。

### 第1次シリア遠征

シリア・パレスチナ戦線 (1299年–1300年)。

10月、ガザン・ハンはマムルーク朝の投降者の進言により、シリア侵攻を決意し、タブリーズを出発した。12月、アレッポに到着したが、そこの長官は3日前に逃げ出したことを知り、サラミーヤへ進んだ。サラミーヤから進んだところでマムルーク朝軍と遭遇し、戦闘になった。勝敗は1日で決し、マムルーク朝軍はダマスクスまで敗走し、スルターンはカイロまで逃げ帰った。ガザン・ハンはそのままダマスクスに進軍し、ダマスクス市内はパニックに陥った。翌年1月、ガザン・ハンはダマスクスを包囲して降伏勧告をし、1週間ほどで無血開城した。ガザン・ハンはダマスクス内で礼拝し、「われらの主、大スルターン、イスラームとムスリムとのスルターン、勝利せるマフムード・ガーザーン」の称号を得た。今回の功績により、投降者キプチャクはシリア全土の長官に任命された。ガザン・ハンは兵に対し、ダマスクスにおいて掠奪・暴力の一切を禁じ、入城も禁止した。2月にイルハン朝軍が撤収すると、3月にはスルターン・ナースィル・ムハンマドがダマスクス等を取り返し、モンゴル軍に加担した者たちを処罰した。
1300年、ガザン・ハンはルーム・セルジューク朝のスルターン・カイクバード3世を廃し、前スルターンのマスウード2世を復位させた。
ガザン・ハンはシリア遠征後、内政に努め、天文台、廟墓、礼拝堂、大学、修道院、病院、図書館、文書庫などを建造し、慈善事業にも取り組んだ。また、ラシードゥッディーンをワズィールに昇格させ、大法院の文書庫の管理を任せた。さらにガーザーニーヤという都城も建設し、そのなかにも様々な施設を建造した。ガザンはアリーを尊崇し、各地にダール・アッ=スイヤーダスという養老院を建造した。

### 『集史』の編纂
1300年、ガザン・ハンはモンゴル帝国に伝わる『黄金の秘冊（アルタン・デプテル）』をはじめ、モンゴル諸部族集団に保持されていた伝承・旧辞・系譜など、口承で語り継がれてきたものと文書化されたものを合わせ、ワズィールのラシードゥッディーンを編集長官に任命して各分野の専門家とともに歴史書『モンゴル史』の編纂をおこなわせた。結局ガザン・ハンの死後の1307年に完成し、オルジェイトゥ・ハンに贈呈され、『ガザンの幸いなるモンゴル史』と名付けれた。オルジェイトゥはその後も編纂を続けさせ、第2巻『世界史』、第3巻『地理誌』の三巻構成となり、『集史（ジャーミアッタワリーフ）』となった。

### 第2次シリア遠征
1300年9月、ガザン・ハンはふたたびシリア遠征にとりかかり、クトルグシャーを先鋒としてタブリーズを出発。翌年(1301年)1月にアレッポに到着した。アレッポの長官カラ・ソンクルは慌てふためきハマーへ逃走した。ガザンはアレッポからキンネスリンに進み、ここを拠点としてアンティオキア、スマク両山へ軍を派遣し、馬、牛、羊を掠奪、多数の捕虜をとらえた。その捕虜はアルメニア人へ売却した。この知らせを聞いたマムルーク朝のスルターン・ナースィル・ムハンマドはカイロを出発し、ダマスクスで長官ケトブカとアレッポから逃げてきたカラ・ソンクルと合流し、モンゴル軍に備えたが、大雨に遭い、兵糧が確保できず、兵や家畜が凍死する事態に陥った。同じようにガザン・ハンらも悪天候に見舞われ、雪と雨に馬とラクダがやられたため、遠征を取りやめして退却した。
1302年、ガザン・ハンはクリルタイを招集し、王子ハルバンダを東部諸州に、ヌリン・アカをデルベンドに、フラジュワをキルマーンへ配置し、グルジア軍の一部をディヤールバクルへ移駐、将軍ムライにはシリア侵攻の準備をさせることを決定した。
東ローマ帝国のアンドロニコス2世パレオロゴス帝から使節が来て、娘を娶らせる代わりにテュルク人の侵略行為をやめさせるよう懇願してきたので、ガザン・ハンは同盟するとともにその申し入れを承諾した。

### 第3次シリア遠征
1303年1月、3度目のシリア遠征が開始され、3月にはクトルグシャー、チョバン、ムライらがアレッポ、ハマー、ダマスクスと進軍した。ガザン・ハンは後方のクシャ―フの草原で待機し、戦況を待った。スルターン・ナースィルの軍と戦闘となり、はじめはいつものようにモンゴル軍が優勢だったが、水が欠乏したのと、今回のマムルーク軍は勇猛果敢だったため、クトルグシャーの軍は敗走してしまう。マムルーク朝軍は勝利してカイロに凱旋した。多くの戦死者を出したクトルグシャーをはじめとした将校は処罰の対象となった。

### ガザン・ハンの死
1304年5月17日、33歳で病死した。遺骸はタブリーズへ運ばれ、生前タブリーズ郊外のシャンブの地に建設したガーザーニーヤという名のワクフ複合施設の廟墓に埋葬された。ガザンの後は、弟のオルジェイトゥが兄の指名通りハン位を継いだ。